# Лубењик
Лубењик (слч. Lubeník) насељено је мјесто са административним статусом сеоске општине (слч. obec) у округу Ревуца, у Банскобистричком крају, Словачка Република.

## Становништво
| Година:    | 1994. | 2004.   | 2014.  | 2024.   |
| ---------- | ----- | ------- | ------ | ------- |
| Број људи: | 1244  | 1280    | 1312   | 1254    |
| Разлика:   |       | +2,89 % | +2,5 % | -4,42 % |

| Година:    | 2023. | 2024.   |
| ---------- | ----- | ------- |
| Број људи: | 1265  | 1254    |
| Разлика:   |       | -0,86 % |

Према подацима о броју становника из 2011. године насеље је имало 1.326 становника.